# Luzonogryllus
Luzonogryllus is een geslacht van rechtvleugeligen uit de familie krekels (Gryllidae). De wetenschappelijke naam van dit geslacht is voor het eerst geldig gepubliceerd in 1978 door Yamasaki.

## Soorten
Het geslacht Luzonogryllus omvat de volgende soorten:
- Luzonogryllus mindoroensis Gorochov, 2006
- Luzonogryllus annulipes Bolívar, 1889
- Luzonogryllus scotophilus Yamasaki, 1978
- Luzonogryllus palawanensis Gorochov, 2006